# Muffuletta

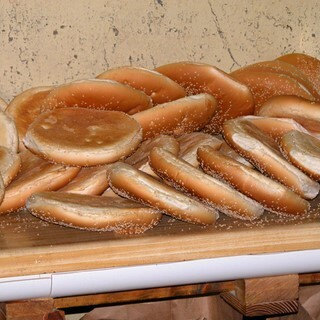
Muffuletta.

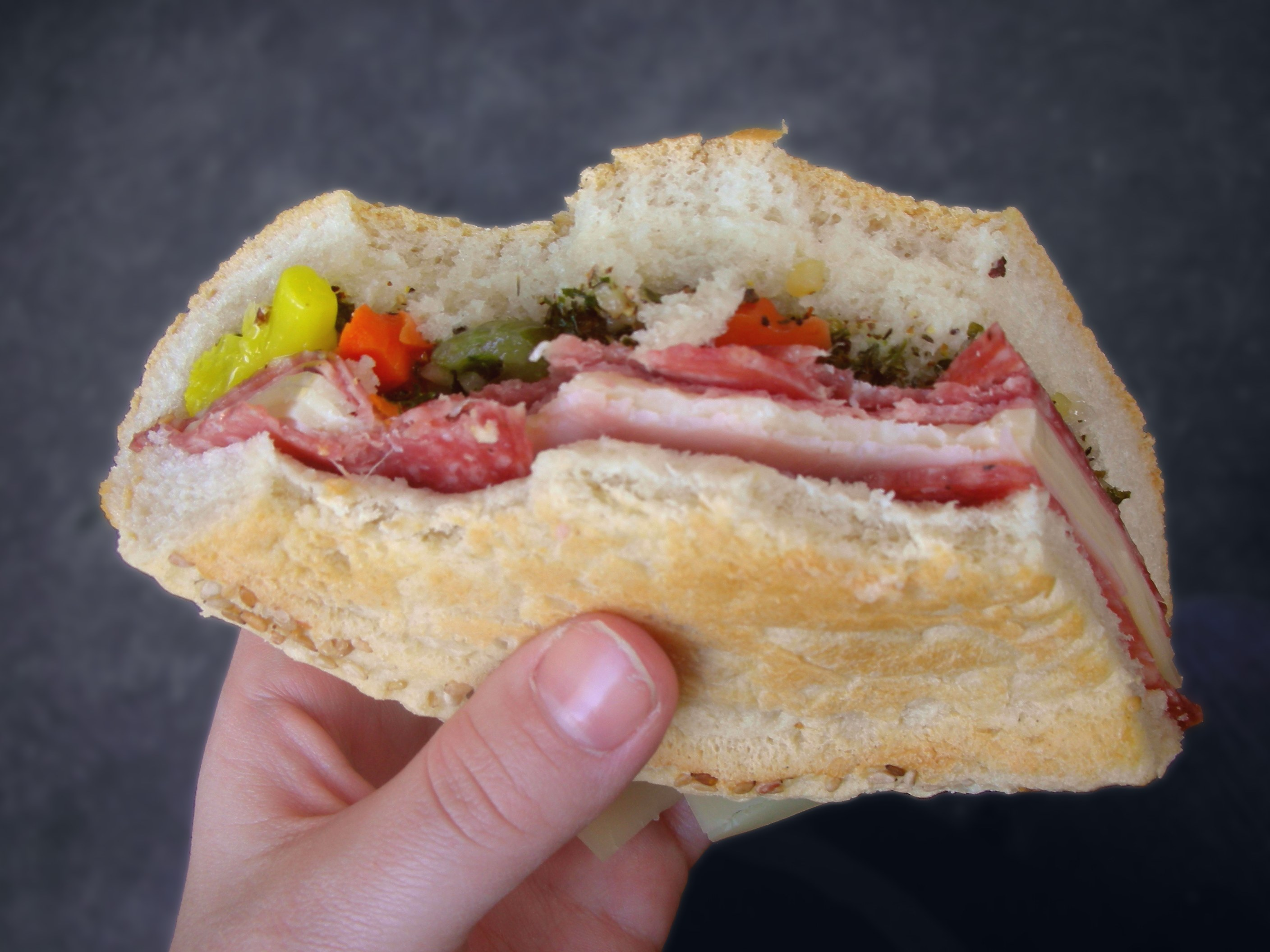
Un sandwich muffuletta.

Le muffuletta est un pain au sésame sicilien et, par extension, un sandwich typique de La Nouvelle-Orléans, création des immigrés italiens dans cette ville.
Le pain est parfois décrit comme proche de la focaccia ou de la baguette. Le sandwich, lui, aurait été inventé à la Central Grocery (en) du Vieux carré français de La Nouvelle-Orléans en 1906.
Un sandwich muffuletta traditionnel se compose de tranches de pain muffuletta entre lesquelles sont glissées des couches horizontales de salade d'olives marinées, de mortadelle, de salami, de mozzarella, de jambon et de provolone. Le sandwich est parfois chauffé.